# 瑟利馬湖
55°9′19″N 39°45′8″E / 55.15528°N 39.75222°E
瑟利馬湖（俄语：Сыльма），是俄羅斯的湖泊，位於該國西部，由莫斯科州負責管轄，處於沙圖拉區，長0.46公里、寬0.39公里，面積0.16平方公里，海拔高度127.2米，最大水深8米。